# Deltote rufescens
Deltote rufescens là một loài bướm đêm trong họ Noctuidae.